# Museu Nossa Senhora Aparecida
O Museu Nossa Senhora Aparecida é o museu que reúne objetos da região de Aparecida, no estado de São Paulo, com destaque para as peças arqueológicas e instrumentos sacros. Foi inaugurado em 8 de setembro de 1956 por Dona Conceição Borges Ribeiro Camargo (professora e historiadora da cidade de Aparecida) e pelo cardeal Dom Carlos Carmelo de Vasconcelos Mota, primeiro arcebispo de Aparecida.

## História
O primeiro local de funcionamento foi o prédio das Oficinas Gráficas de Artes Sacras de Aparecida, no Convento das irmãs canisianas, na rua Dr. Oliveira Braga, 80, centro da cidade de Aparecida.
Mais tarde, o museu foi transferido para a Galeria do Hotel Recreio, onde permaneceu até a mudança definitiva para a Torre do Santuário, onde foi reaberto em 12 de outubro de 1967, passando a ocupar o 2º andar. Ele reúne um acervo diversificado, com seções de arte popular, numismática, selos religiosos, mineralogia, alfaias, paramentos, e uma rica coleção de pequenas imagens do século XVII e XVIII. 
No ano de 2005 sofreu uma reforma, agora tendo como conteúdo apenas artigos marianos - que remetem a vida de Maria. Também estão expostos no atual museu a famosa pedra do milagre do "cavaleiro ateu", a "corrente do milagre do escravo Zacarias", as rosas de ouro doadas pelos papas, entre outros objetos, tais como imagens do século XVIII e XIX. Também faz parte do museu a Casa do Ouro.
Atualmente o museu está situado no 1º andar da torre da basílica.